# Alberto Iglesias
Alberto Iglesias, nato Alberto Iglesias Fernández-Berridi (San Sebastián, 21 ottobre 1955), è un compositore spagnolo di origini basche, autore di colonne sonore cinematografiche, plurivincitore del Premio Goya per la miglior colonna sonora e quattro volte candidato all'Oscar.

## Biografia
È collaboratore abituale del regista Pedro Almodóvar, per il quale ha curato la colonna sonora di ogni suo film a partire da Il fiore del mio segreto del 1995.

## Filmografia
- Paisaje, regia di Montxo Armendáriz (1980) - cortometraggio
- Ikusmena, regia di Montxo Armendáriz (1980) - cortometraggio
- Guipuzkoa Donostia: Costa guipuzcoana, regia di Imanol Uribe (1983) - cortometraggio
- La conquista de Albania, regia di Alfonso Ungría (1984)
- La morte di Mikel (La muerte de Mikel), regia di Imanol Uribe (1984)
- Fuego eterno, regia di José Ángel Rebolledo (1985)
- Luces de bohemia, regia di Miguel Ángel Díez (1985)
- Memoria universal, regia di José Luis Iglesias (1986) - cortometraggio
- Iniciativa privada, regia di Antonio A. Farré (1986) - cortometraggio
- Adiós pequeña, regia di Imanol Uribe (1986)
- Las seis en punta, regia di Julio Medem (1987) - cortometraggio
- Balada da Praia dos Cães, regia di José Fonseca e Costa (1987)
- Martín, regia di Julio Medem (1988) - cortometraggio
- Lluvia de otoño, regia di José Ángel Rebolledo (1989)
- El sueño de Tánger, regia di Ricardo Franco (1991)
- La vida láctea, regia di Juan Estelrich Jr. (1992)
- Vacas, regia di Julio Medem (1992)
- La ardilla roja, regia di Julio Medem (1993)
- Spara che ti passa (¡Dispara!), regia di Carlos Saura (1993)
- La mujer de tu vida 2: La mujer gafe, regia di Imanol Uribe (1994) (TV)
- Una casa en las afueras, regia di Pedro Costa Musté (1995)
- Il fiore del mio segreto (La flor de mi secreto), regia di Pedro Almodóvar (1995)
- Tierra, regia di Julio Medem (1996)
- Pasajes, regia di Daniel Calparsoro (1996)
- Carne trémula (Carne trémula), regia di Pedro Almodóvar (1997)
- L'immagine del desiderio (La camarera del Titanic/La femme du chambre du Titanic), regia di Bigas Luna (1997)
- Gli amanti del circolo polare (Los amantes del Círculo Polar), regia di Julio Medem (1998)
- Tutto su mia madre (Todo sobre mi madre), regia di Pedro Almodóvar (1999)
- La part de l'ombre, regia di Yvon Marciano e Olivier Nakache (1999) - cortometraggio
- Lucía y el sexo, regia di Julio Medem (2001)
- Danza di sangue - Dancer Upstairs (The Dancer Upstairs), regia di John Malkovich (2002)
- Parla con lei (Hable con ella), regia di Pedro Almodóvar (2002)
- Comandante, regia di Oliver Stone (2003)
- Terror in Moscow, regia di Dan Reed (2003) (TV)
- Ti do i miei occhi (Te doy mis ojos), regia di Icíar Bollaín (2003)
- La mala educación, regia di Pedro Almodóvar (2004)
- The Constant Gardener - La cospirazione (The Constant Gardener), regia di Fernando Meirelles (2005)
- Volver - Tornare, regia di Pedro Almodóvar (2006)
- Il cacciatore di aquiloni (The Kite Runner), regia di Marc Forster (2007)
- Che - Guerriglia (Guerrilla), regia di Steven Soderbergh (2008)
- Che - L'argentino (The Argentine), regia di Steven Soderbergh (2008)
- Musik und Meer, regia di Georg Riha (2008) (TV) - cortometraggio
- Gli abbracci spezzati (Los abrazos rotos), regia di Pedro Almodóvar (2009)
- También la lluvia, regia di Icíar Bollaín (2010)
- José e Pilar, regia di Miguel Mendes (2010)
- La pelle che abito (La piel que habito), regia di Pedro Almodóvar (2011)
- Il monaco (Le Moine), regia di Dominik Moll (2011)
- La talpa (Tinker, Tailor, Soldier, Spy), regia di Tomas Alfredson (2011)
- Gli amanti passeggeri (Los amantes pasajeros), regia di Pedro Almodóvar (2013)
- I due volti di gennaio (The Two Faces of January), regia di Hossein Amini (2014)
- Exodus - Dei e re (Exodus: Gods and Kings), regia di Ridley Scott (2014)
- Ma ma - Tutto andrà bene (Ma ma), regia di Julio Medem (2015)
- Julieta, regia di Pedro Almodóvar (2016)
- Il presidente (La cordillera), regia di Santiago Mitre (2017)
- Tutti lo sanno (Todos lo saben), regia di Asghar Farhadi (2018)
- Chi canterà per te? (Quién te cantará), regia di Carlos Vermut (2018)
- Yuli - Danza e libertà (Yuli), regia di Icíar Bollaín (2018)
- Dolor y gloria, regia di Pedro Almodóvar (2019)
- Madres paralelas, regia di Pedro Almodóvar (2021)
- Strange Way of Life, regia di Pedro Almodóvar – cortometraggio (2023)
- La stanza accanto (The Room Next Door), regia di Pedro Almodóvar (2024)

## Altre opere
- Musica per balletto
  - 1992: Cautiva, del coreografo spagnolo Nacho Duato e la Compañía Nacional de Danza
  - 1994: Tabulae, idem
  - 1995: Cero sobre cero, idem
  - 1997: Self, idem
- Altre composizioni
  - 1988: SH-H-H, per quartetto d'archi e musica elettronica
  - 1992: Cautiva, su testo di James Joyce e Ezra Pound
  - 1996: Group of Dogs, pezzi brevi per ensemble
  - 2000: Habitación en Do, per gruppo strumentale
  - 2001: A Registered Patent - A drummer Inside a Rotating Box, piece radiofonica su testo di Juan Muñoz e interpretata da John Malkovich
  - 2007: To the Castle, opera orchestrale e corale in otto movimenti
  - 2007: Orfeo en Palermo, opera per violoncello solista, effetti speciali, narratore e orchestra, in due movimenti

## Riconoscimenti
- Premi Oscar
  - 2006 - Candidatura per la migliore colonna sonora per The Constant Gardener - La cospirazione
  - 2008 - Candidatura per la migliore colonna sonora per Il cacciatore di aquiloni
  - 2012 - Candidatura per la migliore colonna sonora per La talpa
  - 2022 - Candidatura per la migliore colonna sonora per Madres paralelas
- Golden Globe
  - 2008 - Candidatura per la migliore colonna sonora originale per Il cacciatore di aquiloni
- European Film Awards
  - 2004 - Candidatura per la miglior colonna sonora per Ti do i miei occhi e La mala educación
  - 2006 - Miglior colonna sonora per Volver
  - 2009 - Miglior colonna sonora per Gli abbracci spezzati
  - 2011 - Candidatura per la migliore colonna sonora per La pelle che abito
  - 2012 - Miglior colonna sonora per La talpa
- Premi Goya
  - 1993 - Candidatura per la miglior colonna sonora per Vacas
  - 1994 - Miglior colonna sonora per La ardilla roja
  - 1997 - Miglior colonna sonora per Tierra
  - 1999 - Miglior colonna sonora per Gli amanti del circolo polare
  - 2000 - Miglior colonna sonora per Tutto su mia madre
  - 2002 - Miglior colonna sonora per Lucía y el sexo
  - 2003 - Miglior colonna sonora per Parla con lei
  - 2007 - Miglior colonna sonora per Volver
  - 2009 - Candidatura per la miglior colonna sonora per Che - L'argentino
  - 2010 - Miglior colonna sonora per Gli abbracci spezzati
  - 2011 - Miglior colonna sonora per También la lluvia
  - 2012 - Miglior colonna sonora per La pelle che abito
- Premi BAFTA
  - 2006 - Candidatura per la miglior colonna sonora per The Constant Gardener - La cospirazione
  - 2008 - Candidatura per la miglior colonna sonora per Il cacciatore di aquiloni
  - 2012 - Candidatura per la miglior colonna sonora per La talpa
- Satellite Awards
  - 2005 - Candidatura per la miglior colonna sonora originale per The Constant Gardener - La cospirazione
  - 2007 - Miglior colonna sonora originale per Il cacciatore di aquiloni
- Mostra Internazionale d'Arte Cinematografica
  - 2002 - Rota Soundtrack Award per Danza di sangue - Dancer Upstairs
- Music & Sound Awards
  - 2012 - Miglior composizione originale - La talpa
- Medallas del Círculo de Escritores Cinematográficos
  - 2019 - Miglior musica per Chi canterà per te?
- World Soundtrack Awards
  - 2004 - Candidatura per il compositore di colonne sonore dell'anno per La mala educación
  - 2005 - Compositore di colonne sonore dell'anno - The Constant Gardener - La cospirazione
  - 2008 - Candidatura per il compositore di colonne sonore dell'anno per Il cacciatore di aquiloni